# Kabinenparty

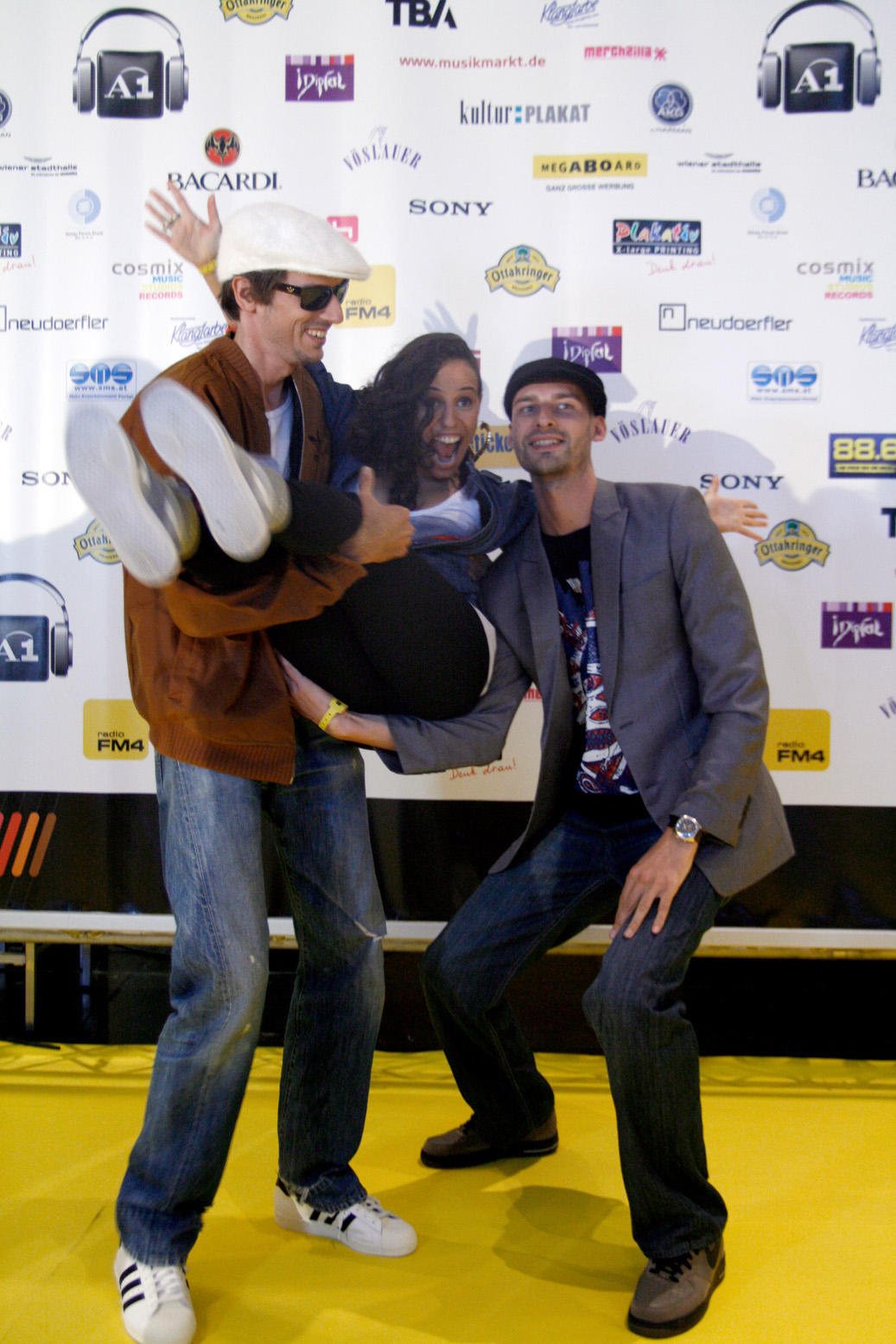
Skero (l.) und Joyce Muniz (Amadeus Austrian Music Award 2010)

Kabinenparty ist der Titel eines Rapsongs aus Österreich, der im Linzer und Wiener Dialekt mit Einschlägen aus dem hauptsächlich von Migranten gesprochenen Deutsch von Skero und Joyce Muniz gesungen wurde. Das Lied erreichte durch eine Facebook-Kampagne Platz 4 der österreichischen Singlecharts. Kabinenparty ist eine Adaption des Titels Popozuda Rock 'N' Roll von Edu K. Im September 2010 wurde Skero für Kabinenparty als Song des Jahres mit dem Amadeus ausgezeichnet. Zudem wurden im Februar 2011 für die hohen Verkaufszahlen der Single Gold und Platin verliehen.

## Entstehung und Veröffentlichung
Bei einem Besuch des Parkbads in Linz suchte Skero mit einigen Freunden in einer Umkleidekabine Schutz vor einem Regenschauer, dort entstand die Idee zu dem Lied. Es war ursprünglich lediglich zur Auflockerung des Albums Memoiren eines Riesen gedacht. Als DJ war an den Aufnahmen zu dem Lied Daniel Reisinger alias DJ Dan von Texta beteiligt, als Rapperin fungierte die gebürtige Brasilianerin Joyce Muniz, die ihren Teil auf Portugiesisch übernahm. Produziert wurde Kabinenparty von Edu K.
Das Stück eröffnet mit der Textzeile „Die anen foahrn nach Ibiza, die andren nach Udine, Wir bleiben im Parkbad, machen Party in Kabine“ und ist eine für Skero untypische Mischung aus Baile Funk und Hip-Hop. Gustav Götz von Ö3 bezeichnete es als Antwort auf die Atzenmusik von Interpreten aus Deutschland wie Frauenarzt. Das Lied wurde von Skero auf dessen 2009er Album in einer 3:29 Minuten langen Fassung sowie im Internet als Download veröffentlicht. Am 4. Juni 2010 erschien bei Tonträger Records die gleichnamige Single, die neben dem Titellied und dem im Wiener Kongressbad gefilmten Musikvideo acht Remixe enthält, unter anderem von D.Kay. Eine dieser Versionen ist der Gewinner eines von Skero und FM4 ausgerufenen Remix-Wettbewerbs.

## Chartplatzierungen
Eine Veranstaltung des Onlinenetzwerks Facebook unter dem Namen Wir manipulieren die Charts – „Kabinenparty“ als Nummer-Eins-Hit wurde gegründet. Hintergrund war eine andere Facebook-Gruppe, die es im Dezember 2009 geschafft hatte, Rage Against the Machine auf Platz 1 der britischen Charts zu pushen. Ursprünglich wählte der Gründer der Veranstaltung das Lied Kaklakariada von Attwenger, um ein Zeichen gegen Heinz-Christian Strache zu setzen, hatte jedoch nur mäßigen Erfolg. Aufgrund der Rezeption des Liedes Kabinenparty wählte die Facebook-Gruppe dieses Lied aus und es stieg wegen der Downloadzahlen im Februar 2010 auf Platz 57 der österreichischen Charts ein und stieg bis auf Platz 9. Dabei nutzte die Gruppe Kontakte zu einer Kabinenparty-Fanseite bei Facebook und zur Downloadseite des Musikvideos auf Youtube, das zu dem Zeitpunkt bereits rund eine Million Zugriffe verzeichnete. Weitere Unterstützung erhielt die Gruppe durch Gustav Götz, Radiomoderator bei Ö3. Das Youtube-Video wurde bis Juni 2010 rund zwei Millionen Mal abgerufen. Nach der Veröffentlichung als Single-CD Anfang Juni 2010 stieg das Lied bis auf Platz 4 der österreichischen Charts. In der Jahreswertung 2010 belegte Kabinenparty den dreizehnten Platz.
| ChartsChartplatzierungen | Höchstplatzierung | Wochen |
| ------------------------ | ----------------- | ------ |
| Österreich (Ö3)          | 4 (45 Wo.)        | 45     |

| ChartsJahrescharts (2010) | Platzierung |
| ------------------------- | ----------- |
| Österreich (Ö3)           | 13          |

| ChartsJahrescharts (2010–2019) | Platzierung |
| ------------------------------ | ----------- |
| Österreich (Ö3)                | 45          |

## Auszeichnungen für Musikverkäufe
| Land/Region       | Auszeichnungen für Musikverkäufe (Land/Region, Auszeichnung, Verkäufe) | Verkäufe |
| ----------------- | ---------------------------------------------------------------------- | -------- |
| Österreich (IFPI) | Platin                                                                 | 30.000   |
| Insgesamt         | 1× Platin ·                                                            | 30.000   |